# Вардан Турк
Вардан Турк, «Турок» (греч. Βαρδάνης ὁ Τοῦρκος; VIII век — IX век) — видный политический деятель Византийской империи.

## Биография
Происходил из знатного армянского рода, был родственником Мамиконянов. Также существует предположение, что он был родственником императоров Артавазда или Филиппика. Сын протостратора Константина. Сделал блестящую карьеру, став патрикием благодаря поддержке императрицы Ирины. Был членом синклита. Возможно, участвовал в подавлении мятежа в феме Армениакон в 793 году.
В 795 году назначен доместиком схол Востока. Подавил мятеж, вызванный вторым браком императора Константина VI. В 797 году в должности стратега Фракисийской фемы способствовал захвату власти Ириной. На Пасху 799 года был одним из четырёх управляющих квадригой императрицы. Способствовал карьере своего племянника Льва.
В 802 году после свержения императрицы Ирины сохранил своё положение. Новый император Никифор I назначил Вардана Турка доместиком схол и дал в управление фему Анатолик. В 803 году для подготовки военной кампании император назначил Вардана моностратегом. Ему фактически были подчинены все азиатские фемы. Войска Багдадского халифата выступили против Византии. В июле того же года Вардан Турк объявил себя императором. Его не поддержала только фема Армениак. По мнению исследователей, причиной восстания было неприятие возврата к иконоборчеству и попытки вернуть императрицу Ирину на трон. Однако смерть Ирины 8 августа лишила действия Вардана Турка видимости законности.
Довольно быстро войска Вардана заняли Малую Азию и подошли к городу Хрисополь. Турк надеялся на поддержку балканских фем и восстание против Никифора I в столице, но тщетно. В результате, его сторонники стали покидать своего предводителя, переходя на сторону императора. Турк решил не доводить дело до битвы. При посредничестве Иосифа, игумена монастыря Катара и патриарха константинопольского Тарасия он выторговал помилование и распустил войско. Он перебрался на остров Прот в Мраморном море, где стал монахом под именем Савва.
В декабре 803 года группа военных из Ликаонии высадилась на Проте и ослепила бывшего доместик схол. Считается, что это было сделано по тайному приказу императора. Дальнейшая судьба Турка неизвестна.
Вардан Турк был женат на женщине по имени Домника. У них было несколько дочерей, одна из которых, Фёкла, вышла замуж за Михаила II Травла, императора в 820—829 годах.